# 竿姉妹
竿姉妹（さおしまい）とは、同一の男性と性的関係を持ったことがある女性達のことである。棒姉妹（ぼうしまい）とも。対義語は穴兄弟。「さお」とは、男性の勃起した陰茎のこと。

## 概要
複数の女性と同時にグループセックスをしているのか、個別に性行為をしているのかは問われない。基本的に同時に複数の女性と交際した場合を指すことが多いが、それぞれの一定期間に一人の女性とだけ性行為を結んだ場合を指すことがある。